# Música del món
La música del món («world music»), també anomenada música universal o música global, és un gènere musical contemporani creat amb la finalitat d'integrar en un concepte ampli tota la música tradicional o folklòrica, música popular, música ètnica i altres gèneres locals o característics d'algunes zones o cultures del món en concret que solen ser de difícil categorització pel gran públic. El concepte és força vague i pluridimensional i doncs controvertit, al món anglosaxó sovint s'utilitza per designar música d'altres llocs en altres llengües.
El fenomen de la música universal es relaciona estretament amb el de la globalització i la diversitat cultural. El terme es va originar al tombant del segle xx com una categoria de la comercialització i la classificació acadèmica de música tradicional no occidental. Ha crescut fins a incloure subgèneres com la fusió ètnica (Clannad, Ry Cooder, Enya, etc.) i la fusió de música tradicional i folklòrica o worldbeat.

## Lexicologia

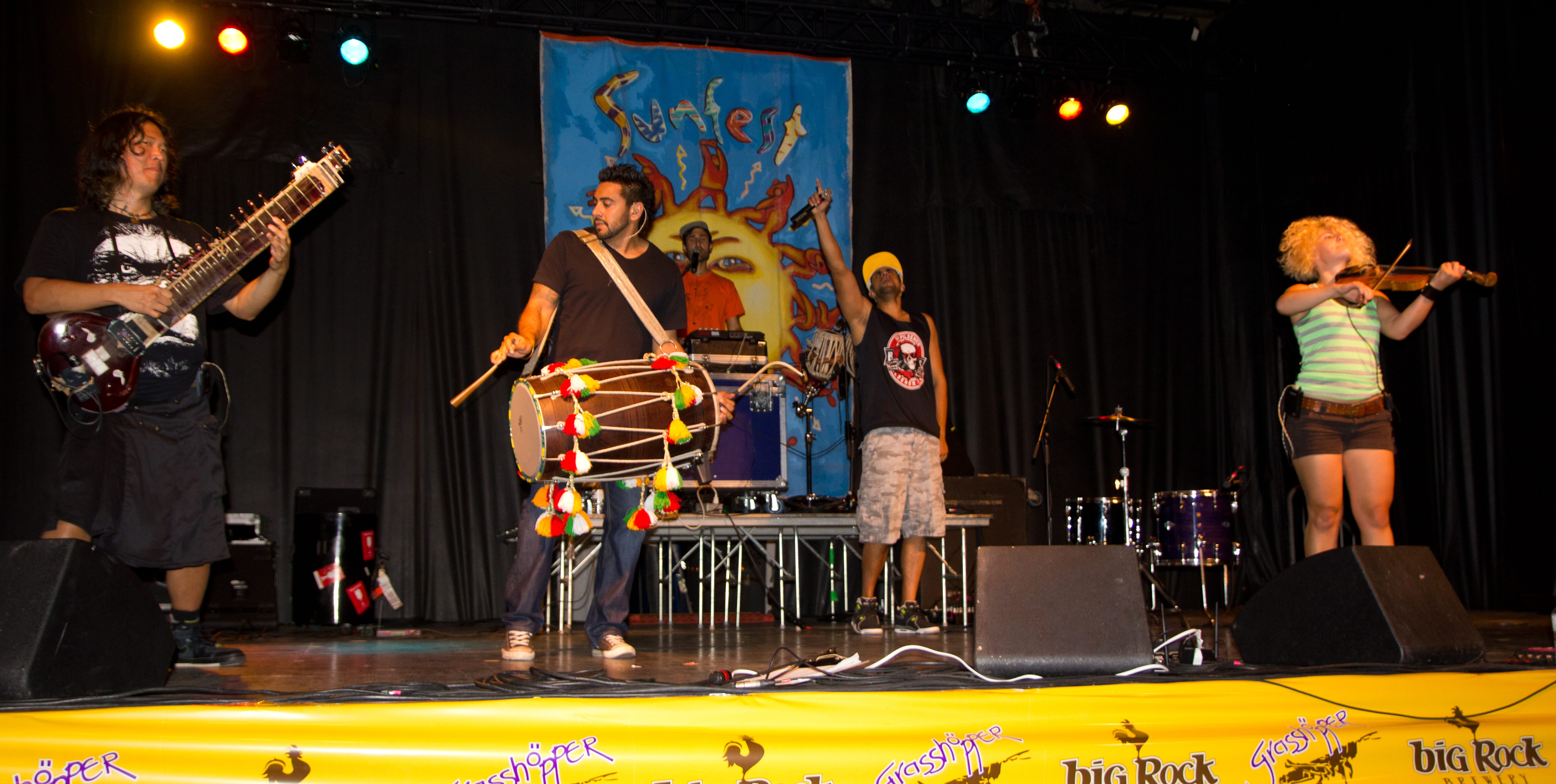
Delhi 2 Dublin el 2012

El terme "música del món" s'ha atribuït a l'etnomusicòleg Robert E. Brown, que el va encunyar a principis dels anys seixanta a la Wesleyan University a Connecticut, on va desenvolupar estudis de la disciplina. Per millorar el procés d'aprenentatge (John Hill), va convidar més d'una dotzena d'intèrprets visitants d'Àfrica i Àsia i va començar una sèrie de concerts de música del món. El terme es va fer habitual a la dècada de 1980 com a dispositiu de màrqueting/classificació als mitjans de comunicació i a la indústria musical. Hi ha diverses definicions contradictòries de la música del món. Una és que consisteix en "tota la música del món", encara que una definició tan àmplia fa que el terme pràcticament no tingui sentit.

## Formes

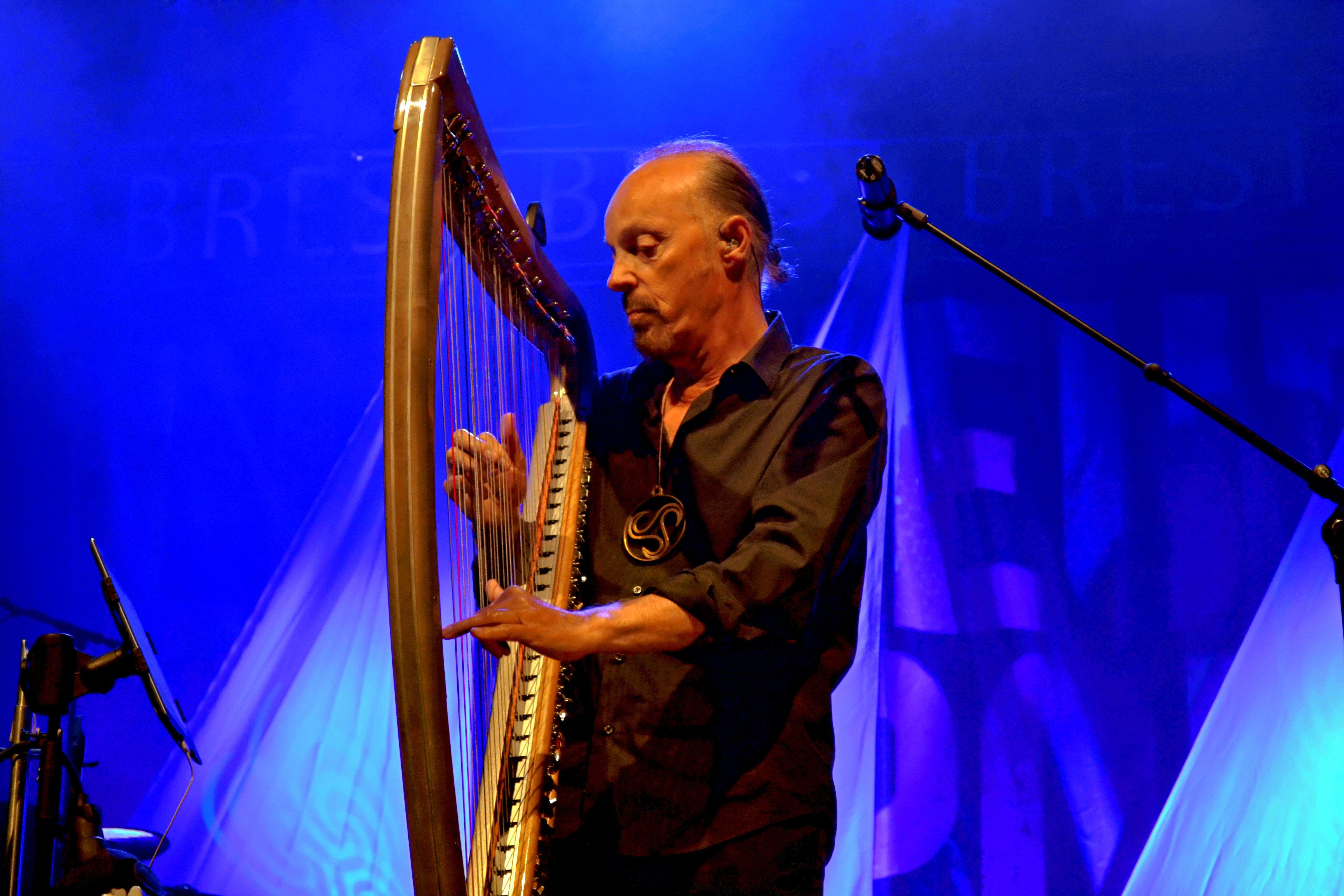
Alan Stivell en concert a Brest (Bretanya), 2013.

Exemples de formes populars de música del món inclouen les diverses formes de música clàssica no europea (per exemple, guzheng xinès, música índia raga, cants tibetans, música popular d'Europa de l'Est, música folklòrica nòrdica, música llatina, música d'Indonèsia i les moltes formes de música popular i tribal de l'Orient Mitjà, Àfrica, Àsia, Oceania, Central i Amèrica del Sud.
L'àmplia categoria de música del món inclou formes aïllades de música ètnica de diverses regions geogràfiques. Aquestes varietats diferents de música ètnica es classifiquen habitualment en virtut de les seves arrels indígenes. Al llarg del segle xx, la invenció de l'enregistrament de so, els viatges aeris internacionals de baix cost i l'accés comú a la comunicació global entre artistes i públic en general han donat lloc a un fenomen relacionat anomenat «música crossover». Músics de diverses cultures i llocs podien accedir fàcilment a la música gravada d'arreu del món, veure i escoltar músics d'altres cultures visitants i visitar altres països per tocar la seva pròpia música, creant un crisol d'influències estilístiques. Si bé la tecnologia de la comunicació permet un major accés a formes obscures de la música, les pressions de la comercialització també presenten el risc d'augmentar l'homogeneïtat musical, la difuminació de les identitats regionals i l'extinció gradual de les pràctiques tradicionals de creació musical local.

## Exemples híbrids

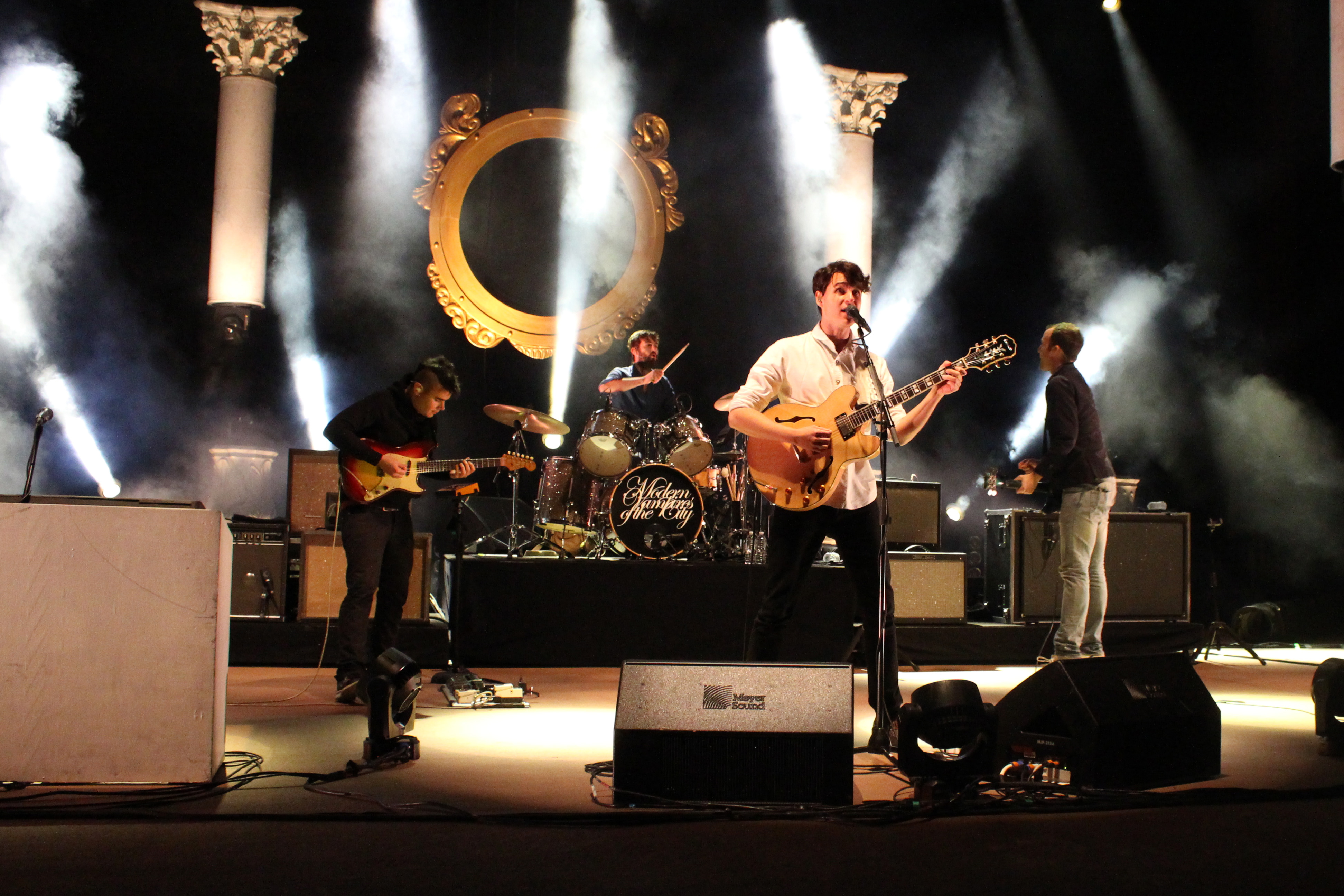
Vampire Weekend actuant al Red Rocks Amphitheatre el 2013

Des que la indústria musical va establir aquest terme, l'abast del que un consumidor mitjà de música defineix com a música "mundial" en el mercat actual ha crescut fins a incloure diverses combinacions de tradició, estil i interpretació de la música ètnica, i els gèneres de la música del món derivats s'han encunyat per representar aquests híbrids, com la fusió ètnica i el worldbeat. Bons exemples de fusió mundial híbrida són la fusió de la música tradicional irlandesa amb l'africana occidental del sistema de so afro celta, el so pancultural d'AO Music i la música folklòrica de jazz / finlandesa de Värttinä, cadascun dels quals tenen matisos d'influència contemporània i occidental, un element cada cop més notable en els gèneres en expansió de la música mundial. El Worldbeat i la fusió ètnica també poden combinar sons indígenes específics amb elements més clarament identificables amb el pop occidental. Bons exemples són l'àlbum Graceland de Paul Simon, on s'escolta música sud-africana de Mbaqanga; el treball de Peter Gabriel amb el cantant sufí pakistanès Nusrat Fateh Ali Khan; el projecte Deep Forest, en el qual els bucles vocals de l'Àfrica occidental es barregen amb textures rítmiques i estructura d'harmonia occidentals i contemporànies; i el treball de Mango, que combinava la música pop i rock amb elements del món.
Depenent de l'estil i el context, la música del món de vegades es pot identificar amb el gènere de la Música new age, una categoria que sovint inclou música ambiental i expressions de textura de fonts d'arrel indígena. Bons exemples són els bols tibetans, el Xöömej, el cant gregorià o la música de flauta nativa americana. La música del món barrejada amb la música de la nova era és un so classificat com el gènere híbrid o "fusió ètnica". Exemples de fusió ètnica són "Face-to-Face" de Nicholas Gunn de Beyond Grand Canyon, amb una autèntica flauta nativa americana combinada amb sintetitzadors, i "Four Worlds" de The Music of the Grand Canyon, amb la paraula parlada de Razor Saltboy of la nació índia Navajo.

### Fusió mundial
El subgènere de la fusió mundial o world fusion (en anglès) sovint s'assumeix erròniament que es refereix exclusivament a una barreja d'elements de fusió de jazz occidental amb música del món. Tot i que aquesta expressió híbrida entra fàcilment a la categoria de fusió mundial, no s'ha de suposar que el sufix "fusió" del terme fusió mundial significa fusió de jazz. El jazz occidental combinat amb elements de la música del món s'anomena amb més precisió jazz de fusió mundial, jazz ètnic o jazz no occidental. La fusió mundial i la fusió global són gairebé sinònims del terme de gènere worldbeat, i encara que es consideren subgèneres de la música popular, també poden implicar expressions universals del terme més general world music. A les dècades de 1970 i 80, la fusió en el gènere de la música jazz va implicar una barreja de jazz i música rock, que és on s'arrela la suposició enganyosa.

## Precursors
Millie Small va publicar "My Boy Lollipop" el 1964. La versió de Small va ser un èxit, arribant al número 2 tant a la llista de singles del Regne Unit com al Billboard Hot 100 dels EUA. A la dècada de 1960, Miriam Makeba i Hugh Masekela van tenir èxits populars als EUA. El 1969 el músic indi Ravi Shankar va tocar el sitar al festival de Woodstock.
A la dècada de 1970, la cançó funky de Manu Dibango "Soul Makossa" (1972) es va convertir en un èxit, i Osibisa va llançar "Sunshine Day" (1976). Fela Kuti va crear Afrobeat i Femi Kuti, Seun Kuti i Tony Allen van seguir la música funky de Fela Kuti. Músics de salsa com José Alberto "El Canario", Ray Sepúlveda, Johnny Pacheco, Fania All-Stars, Ray Barretto, Rubén Blades, Gilberto Santa Rosa, Roberto Roena, Bobby Valentín, Eddie Palmieri, Héctor Lavoe i Willie Colón van desenvolupar la música llatina.
El músic bretó Alan Stivell va ser pioner en la connexió entre la música popular tradicional, la música rock moderna i la música del món amb el seu àlbum de 1972 Renaissance of the Celtic Harp. Al voltant de la mateixa època, el cantant i compositor gal·lès Meic Stevens, contemporani de Stivell, va popularitzar la música popular gal·lesa. Bob Delyn a'r Ebillion ha desenvolupat la música neotradicional en llengua gal·lesa amb una fusió d'instruments moderns i instruments tradicionals com el pibgorn i l'arpa gal·lesa. La pionera musical libanesa Lydia Canaan va fusionar les notes i els microtons de l'Orient Mitjà amb el folk anglòfon, i figura al catàleg del Saló de la Fama del Rock and Roll i a la Biblioteca i Arxius del Museu com la primera estrella de rock de l'Orient Mitjà.